# Zozocolco de Hidalgo (municipalité)
La  municipalité de Zozocolco de Hidalgo est l'une des 212 municipalités de l'État de Veracruz, et est située dans la partie nord de cet État. Située à l'ouest du golfe du Mexique, elle appartient au bassin versant du fleuve Río Tecolutla, dans un secteur vallonné de la Sierra de Papantla, à l'est du massif de la Sierra Madre orientale. Elle est limitrophe à l'est, au sud et à l'ouest de l'État de Puebla. Son chef-lieu est la ville éponyme de Zozocolco de Hidalgo. Elle dépend de la région administrative de Totonaca, du nom du peuple des Totonaques qui y habite, et est une des 10 subdivisions administratives de l'État de Veracruz.

## Géographie
La municipalité de Zozocolco de Hidalgo s'étend d'ouest en est en rive gauche de la rivière Río Zempoala, qui fait partie du bassin versant du fleuve Río Tecolutla. Cette rivière forme sa limite à l'est et au sud, et correspond également à la limite administrative avec l'État de Puebla. Assise en un secteur vallonné de la Sierra de Papantla, qui annonce le massif de la Sierra Madre orientale plus à l'ouest, son altitude oscille entre 100 et 600 mètres. Son chef-lieu, la ville éponyme de Zozocolco de Hidalgo, se situe dans la partie nord-ouest de son territoire, entre les rivières Tamuco et Carolina, affluentes du Tecacán, rivières tributaires du Río Tecolutla. Sur le territoire de la municipalité, ce chef-lieu est un quasi homonyme de la localité de Zozocolco de Guerrero, sise plus au sud. Ce territoire couvre une superficie de 68,8 km2, et était peuplé en 2020 de 14 524 habitants, pour une densité de 211 habitants par km2.
Cette municipalité est limitrophe au nord de celle d'Espinal et de Coxquihui, à l'ouest, dans l'État de Puebla de celle de Huehuetla et de Caxhuacan, et à l'est de celle de Tuzamapan de Galeana.

## Composition et démographie
La municipalité était composée en 2020 de 27 localités, dont une seule était considérée comme urbaine, les autres étant rurales.
| Localité              | Population |
| --------------------- | ---------- |
| Zozocolco de Hidalgo  | 3794       |
| Zozocolco de Guerrero | 2006       |
| Zapotal               | 813        |
| Tahuaxni Norte        | 800        |
| Acatzácatl            | 672        |
| Reste des localités   | 6439       |
| Total population      | 14 524     |

En plus de l'espagnol, plusieurs langues amérindiennes sont parlées dans la municipalité, dont les principales sont par ordre d'importance : le totonaque, dans une bien moindre mesure le nahuatl, les autres langues étant encore plus marginales.

## Histoire

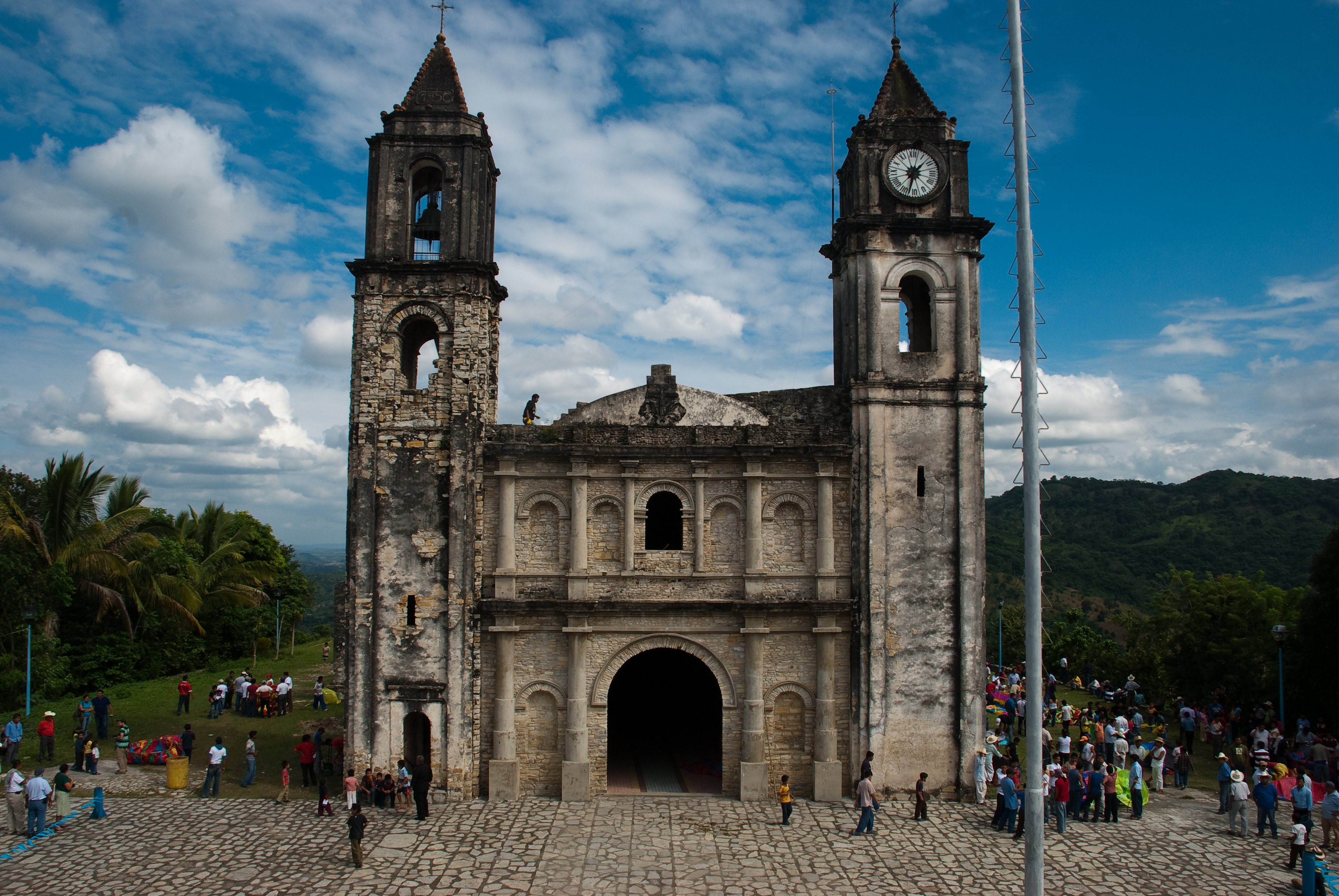
Église San Miguel Arcángel

Durant la période préhispanique, la région est peuplée par les Tonatico, une branche du peuple totonaque. Après la conquête du Mexique, durant la période hispanique, cette branche du peuple totonaque se voit organisée autour de la ville naissante de Zozocolco de Hidalgo, alors nommée Tzozocolco. La ville se développe au cours du XVIIe siècle, avec la construction de plusieurs églises, dont San Miguel Arcángel,.
Après l'indépendance du Mexique, la ville de Zozocolco devînt Zozocolco de Hidalgo, du nom de Miguel Hidalgo initiateur de la lutte qui allait mener à l'indépendance du pays.

## Économie

### Agriculture et élevage
La superficie des parcelles semées représentait en 2021 une surface totale de 1536,1 hectares, parmi lesquels 986,1 hectares étaient voués à la culture du maïs, et 550 hectares étaient voués à celle du caféier.
En 2021, la production de viande par tonnes comprenait 62 tonnes de viande bovine, 35,2 hectares de viande porcine, 2 tonnes de viande ovine, 9,8 tonnes de volailles, et 1 tonne de dinde. La superficie vouée à l'élevage représentait alors 3152 hectares.